# Herman Norgren

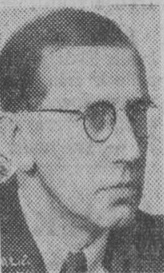
Herman Norgren

Oskar Herman Emanuel Norgren, född 24 mars 1896 på Hofors bruk, Gävleborgs län, död 1 juli 1968 i Göteborg, var en svensk arkitekt, målare, tecknare och kyrkorestaurator.
Norgren, som var son till ingenjör Oskar Norgren och Klara Pettersson samt från 1928 gift med Ella Molin. Han utexaminerades från Tekniska skolan i Stockholm 1920 och avlade arkitektexamen vid Kungliga Tekniska högskolan 1928. Han anställd vid Byggnadsstyrelsen 1920, på stadsarkitektkontoret i Uppsala 1924, på Kooperativa förbundets arkitektkontor 1925, var byråarkitekt hos Göteborgs drätselkammare 1930–1943 och chef för Göteborgs stads egnahemsbyrå från 1943. 
Norgren utförde åren 1918–1940 kulturhistoriska arbeten för Samfundet Sankt Erik, Nordiska museet, Statens historiska museum, Byggnadsstyrelsen, Göteborgs museum och medverkade i samlingsverket Gamla svenska städer. Han utförde ny- och ombyggnad i bland annat Stockholm, Göteborg, Arboga och Gränna. Han restaurerade Gathenhielmska huset och Kronhuset i Göteborg samt bland annat herrgårdar och prästgårdar. 
Norgren var speciallärare i bostadsbyggnad samt materialbehandling och formlära vid Chalmers tekniska högskola 1944–1946 och föreläsare i bostadspolitik vid Göteborgs socialinstitut. Han var styrelseledamot i Tekniska samfundet i Göteborg 1935–1936, i Göteborgs stads tjänstemannaförbund 1935–1940 samt i Byggnadstekniska föreningen i Göteborg 1937–1938.
Som konstnär utförde han blomsterstilleben, porträtt och landskapsskildringar utförda i olja. Han medverkade i Salongen på Liljevalchs konsthall och som illustratör illustrerade han bland annat Gustaf Näsströms Det gamla Medevi. Norgren är representerad vid Nordiska museet, Statens historiska museum och Göteborgs historiska museum.